# Разработка алгоритмов
Разработка алгоритма — особый метод для создания математического способа решения проблемы.
Разработка алгоритма — это отождествление и объединение во множество решений теорий исследования операций, например динамическое программирование и  разделяй и властвуй. Методиками разработки и реализации разработки алгоритма будут шаблоны, такие как шаблонные методы и декораторы, использование структуры данных, а также имя и сортировка списков. Сейчас использование разработки алгоритма можно найти в поисковых процессах сканирования Интернета, маршрутизации пакетов и кэшировании.
Одним из наиболее важных качеств алгоритма является его эффективность по времени выполнения и по используемой памяти.